# Mesto (sura)
Mesto (arabsko Al-Balad) je 90. sura (poglavje) v Koranu, ki jo sestavlja 20 ajatov (verzov). Je meška sura.
Med opravljanjem molitve (salata oz. namaza) pri tej suri verniki opravijo 1 ruku' (priklon).